# Sätra (tunnelbanestation)
Sätra är en station längs Stockholms tunnelbana. Den trafikeras av den röda linjen (T-bana 2) och ligger mellan stationerna Skärholmen och Bredäng. 

## Beskrivning
Stationen är sammanbyggd med Sätra centrum och ritades av konsultföretaget VBB. Avståndet från stationen Slussen är 10,3 kilometer. Stationen invigdes den 16 maj 1965 och var även den sista att invigas i dåvarande AB Stockholms Spårvägars regi före namnbytet till AB Storstockholms Lokaltrafik. Sätra var ändstation fram till 1 mars 1967 då banan förlängdes. Den har två plattformar, en för tåg söderut och en för tåg norrut. Mellan de två plattformarna finns ett vändspår.
Den konstnärliga utsmyckningen invigdes 1994 och är gjord av Päivi Ernkvist. Hon kallar den Tusen och en natt den består av blå keramikplattor i olika nyanser med inslag av röda handgjorda keramikplattor i olika röda nyanser. Keramikplattorna klär in stationens betongytor.

## Bilder

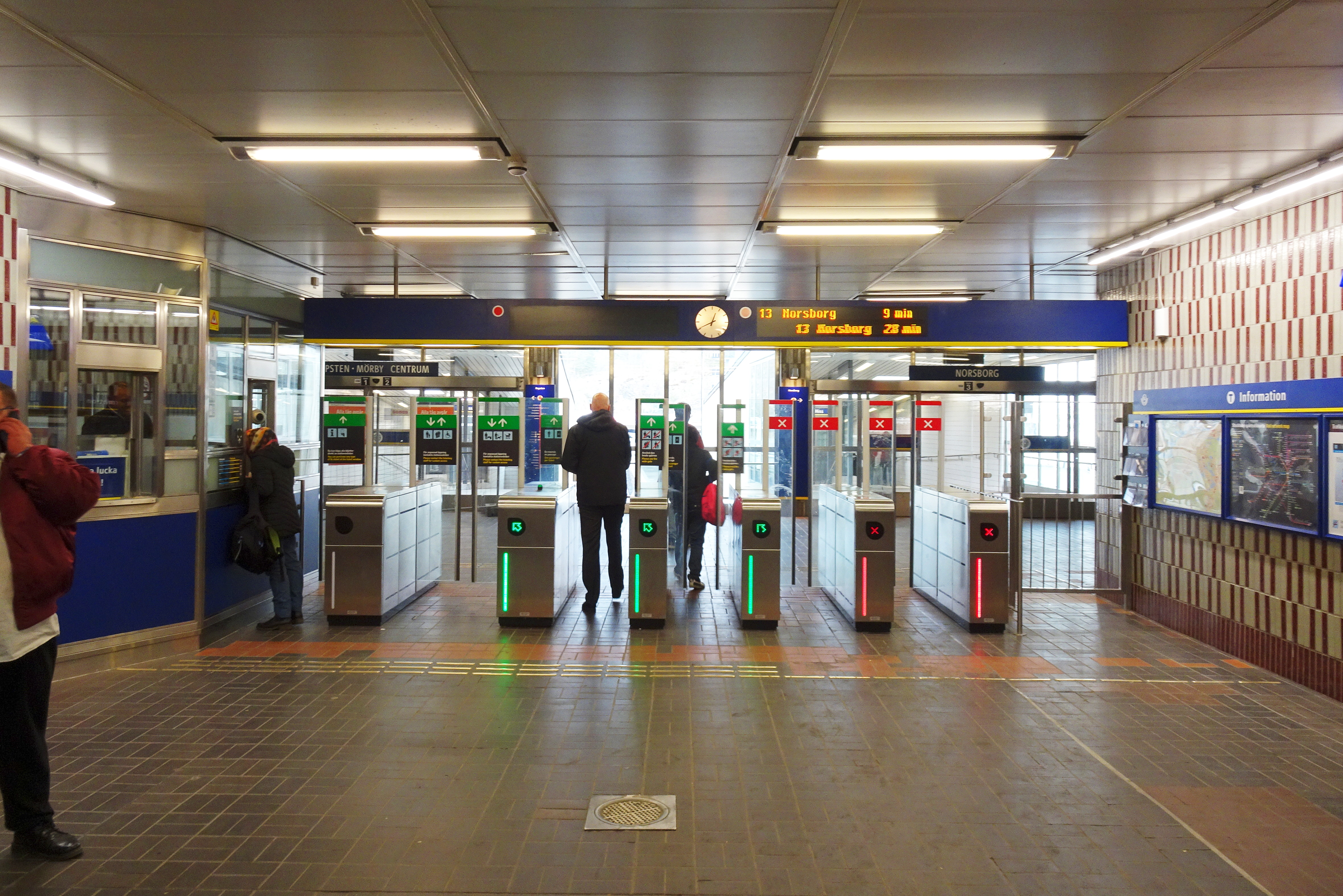
Biljetthallen från Sätra centrum, 2016.
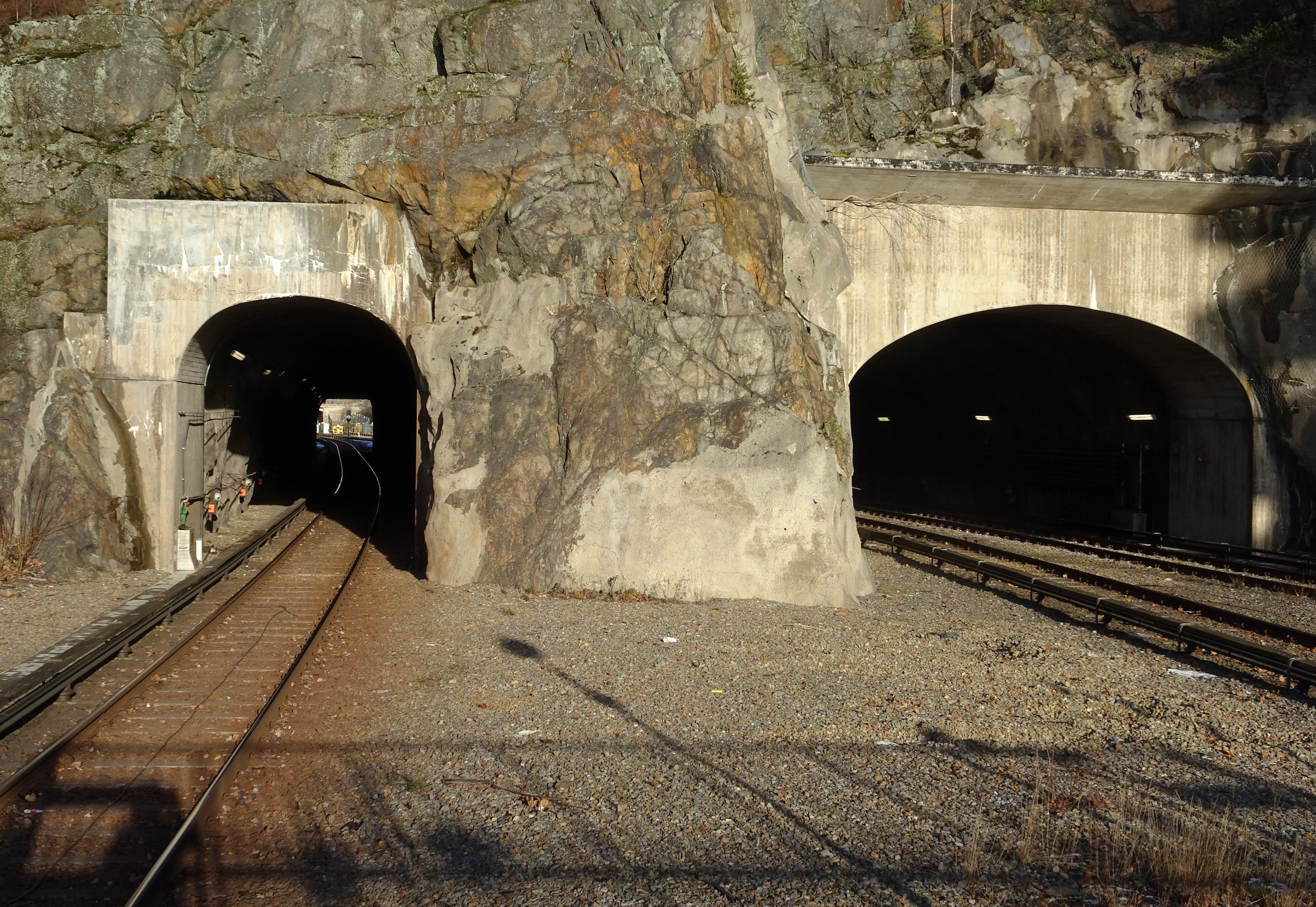
Norra tunnelparet, 2018.
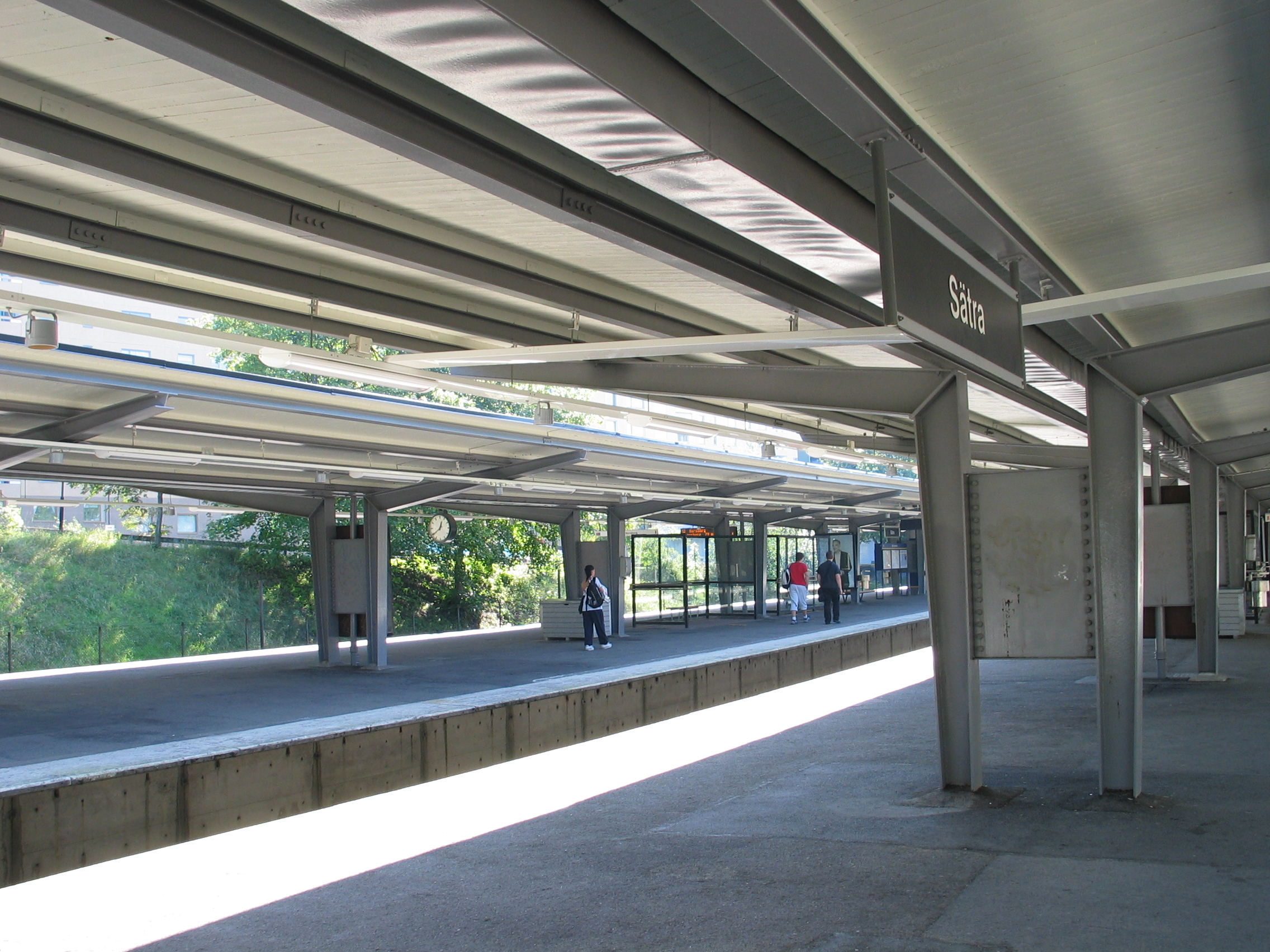
Perrongen, 2006.
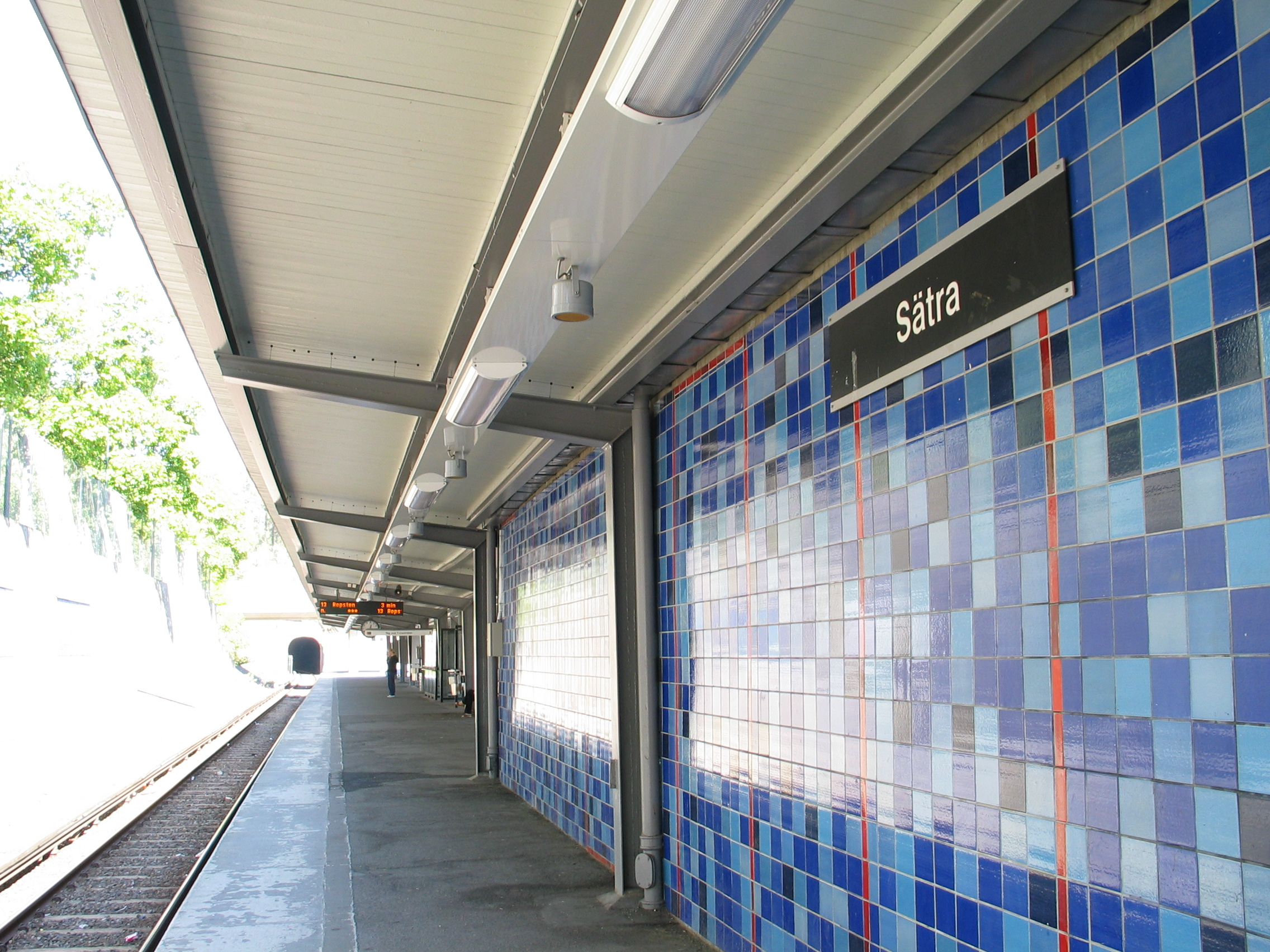
Väggbeklädnad med keramikplattor, 2006.